# І
Cette page contient des caractères spéciaux ou non latins. S’ils s’affichent mal (▯, ?, etc.), consultez la page d’aide Unicode.
Ne doit pas être confondu avec I de l’alphabet latin, Ι de l’alphabet grec, ni Ӏ ou Ꙇ de l’alphabet cyrillique.

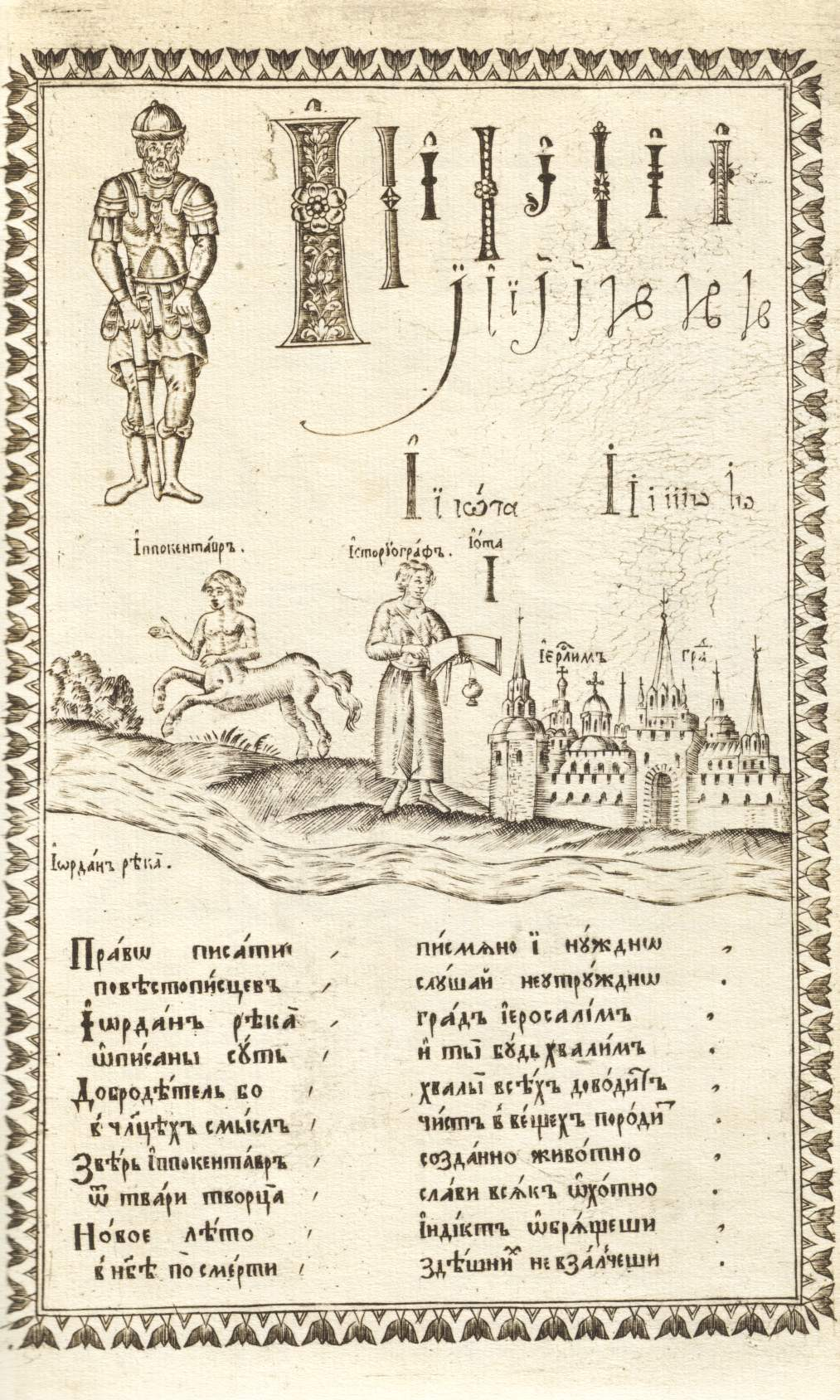
Les formes du i décimal dans l’Alphabet de Karion Istomin de 1694.

I (capitale І, minuscule і), appelé i décimal, i biélorusse-ukrainien ou i ukrainien, est une lettre de l’alphabet cyrillique utilisée dans l’écriture du biélorusse, du kazakh, du khakasse, du komi, du rusyn, et de l’ukrainien. Elle a aussi été utilisée dans l’écriture du bulgare jusqu’en 1878, du russe jusqu’à la réforme orthographique de 1918, et de l’ossète jusqu’en 1923. Elle a la forme d’un i ou du iota. Elle n’est pas à confondre avec la palotchka ‹ Ӏ › ni avec le iota cyrillique ‹ Ꙇ ›.

## Linguistique
І est utilisée dans l'orthographe du biélorusse, du khakasse, du kazakh, du komi et de l'ukrainien. Elle représente le son /i/ et est l'équivalent de la lettre И telle qu'utilisée en russe.
І était utilisée en bulgare jusqu’en 1878, et en macédonien où elle a été remplacée par ‹ Ј ›.
Elle était utilisée en russe jusqu’à la réforme de l’orthographe de 1918 sous le nom de i-dixième (d'après sa position dans l'alphabet). 
Elle dérive de la lettre grecque iota.

## Représentation informatique
Le i biélorusse-ukrainien peut être représenté avec les caractères Unicode suivants (cyrillique) :
| formes    | représentations | chaînes de caractères | points de code | descriptions                                       |
| --------- | --------------- | --------------------- | -------------- | -------------------------------------------------- |
| capitale  | І               | І                     | U+0406         | lettre majuscule cyrillique i biélorusse-ukrainien |
| minuscule | і               | і                     | U+0456         | lettre minuscule cyrillique i biélorusse-ukrainien |